# Apalaí (Sprache)
Apalaí ist eine nicht weiter klassifizierte karibische Sprache in Brasilien. Sie ist agglutinierend und hat etwa 450 Sprecher (Stand 1993). Etwa 100 Sprecher können nur Apalaí.

## Alphabet
Die Sprache wird in einem lateinbasierten Alphabet mit 19 Buchstaben geschrieben:
| Majuskel | A | B | E | H | I | J | K | M | N | O | P | R | S | T | U | W | X | Y | Z |
| Minuskel | a | b | e | h | i | j | k | m | n | o | p | r | s | t | u | w | x | y | z |